# Sant Martí Sadevesa
Sant Martí Sadevesa és una església de Torrelavit (Alt Penedès) inclosa a l'Inventari del Patrimoni Arquitectònic de Catalunya.

## Descripció
L'església de Sant Martí està situada al nucli de Sant Martí Sadevesa, que està dins el terme municipal de Torrelavit, a la plana del Penedès. És una capella d'una sola nau, amb absis poligonal per fora i semicircular per dintre, decorat amb pintures murals. Té coberta a dues vessants sobre encavallades de fusta. Té dos portals, un frontal i un altre lateral (romànic), tots dos adovellats. Corona la façana un campanar d'espadanya de dues obertures d'arc de mig punt. Hi ha contraforts i capelles adossades.

## Història
La capella de Sant Martí Sadevesa era l'antiga església del poble. Es troba documentada des del 1149 i consta com a sufragània de Sant Marçal de Terrassola des de l'any 1413. És d'origen romànic però ha estat modificada en diverses ocasions. De la construcció original conserva només la porta de migdia. A la porta d'accés hi ha la data de 1762. Aquesta capella constitueix el centre del nucli rural de Sant Martí Sadevesa.